# TÜV Südwest

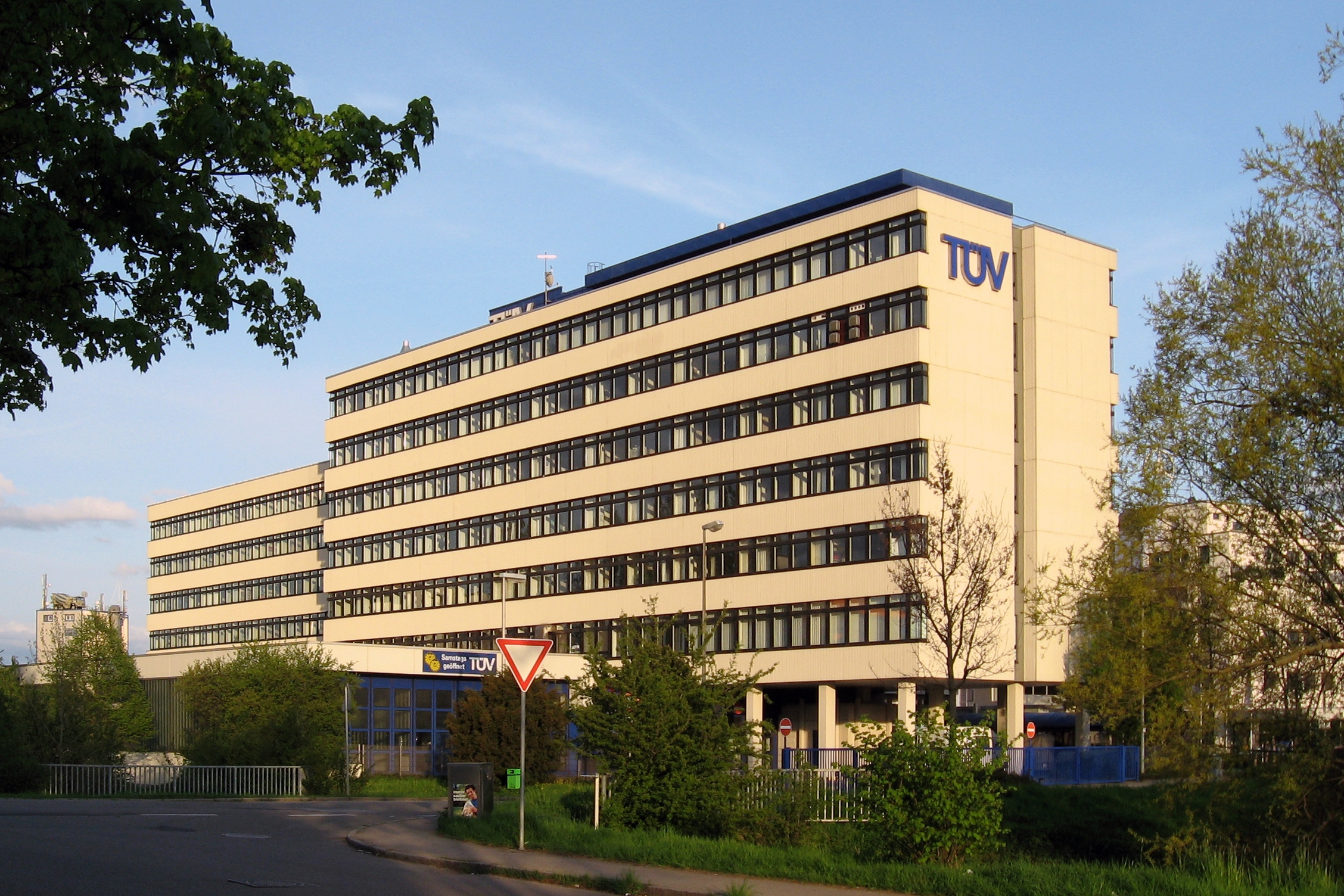
Sitz des ehemaligen TÜV Südwest in Filderstadt, heute Niederlassung des TÜV Süd

Der TÜV Südwest war ein Technischer Überwachungsverein mit Sitz in Filderstadt und Mannheim.

## Geschichte
Am 6. Januar 1866 wurde in Mannheim die Gesellschaft zur Überwachung und Versicherung von Dampfkesseln gegründet, nachdem es ein Jahr zuvor eine Dampfkesselexplosion in der Stadt gegeben hatte. 1875 erfolgte die Gründung des Württembergischen Dampfkesselrevisionsvereins in Stuttgart.
Der Mannheimer Verein firmierte von 1883 bis 1921 als Badische Gesellschaft zur Überwachung von Dampfkesseln, ab 1922 als Badischer Revisionsverein und nach dem Zweiten Weltkrieg als Technischer Überwachungsverein Mannheim. 1964 erfolgte die Umbenennung in Technischer Überwachungsverein Baden.
Der Stuttgarter Verein nannte sich ab 1911 Württembergischer Revisionsverein und nach dem Zweiten Weltkrieg Technischer Überwachungsverein Stuttgart.
Zum 1. Januar 1990 fusionierten der Technische Überwachungsverein Baden (TÜV Baden) in Mannheim und der Technische Überwachungsverein Stuttgart (TÜV Stuttgart) in Filderstadt zum Technischen Überwachungsverein Südwestdeutschland (TÜV Südwest). Die beiden Hauptsitze blieben erhalten.
Im Jahr 1996 schlossen sich der TÜV Südwest und der TÜV Bayern/Sachsen zum TÜV Süddeutschland zusammen.